# Margarita García Flores
María del Refugio Margarita García Flores (Monterrey, Nuevo León, 4 de julio de 1922 - Ciudad de México, 10 de septiembre de 2009) fue una abogada, activista, escritora y política mexicana. Se la considera precursora del sufragio femenino en México.

## Estudios y docencia
Nació en la casa núm. 72 de la calle Ruperto Martínez, en Monterrey, Nuevo León, a las siete de la mañana del 4 de julio de 1922. Su madre Celia Flores y su abuela participaron en los clubes liberales que antecedieron el movimiento armado de la Revolución mexicana, su padre fue el coronel Feliciano García Rueda, revolucionario del estado de Oaxaca. Su tío abuelo fue uno de los fundadores de la Escuela de Leyes de Monterrey. Sin oposición alguna por parte de sus padres, ingresó a la Facultad de Derecho y Ciencias Sociales de la Universidad de Nuevo León, realizando estudios paralelos en la Escuela de Música de la misma universidad. A los quince años de edad fue influenciada por las ideas de Baltasar Ibarra al asistir junto con su padre a una conferencia sobre liberalismo impartida en la Ciudad de México. En 1947 conoció al entonces presidente del Partido Revolucionario Institucional (PRI), Rodolfo Sánchez Taboada, de esta manera comenzó a trabajar en el Comité Ejecutivo Nacional (CEN) del partido.
Fue directora del Instituto para la formación de Trabajadores Sociales, siendo fundadora de la carrera de Trabajo Social de la Universidad de Nuevo León. Dirigió la Escuela de Trabajo Social de la Universidad de Tamaulipas. Fue catedrática de sociología en la Universidad de Nuevo León y en la Facultad de Derecho de la Universidad Nacional Autónoma de México.

## Sufragio femenino
En 1951, fue la primera directora de la Sección Femenil del CEN del PRI. Los días 4 y 5 de abril de 1952 se organizaron mesas redondas —con una participación de más de 20 000 mujeres— para exponer y analizar los problemas femeninos de carácter asistencial, político, cultural, educativo, jurídico y económico en México. Entre las propuestas se concluyó:
- Que se adopte en nuestro país la Declaración Universal de los Derechos del Hombre con el fin de obtener una verdadera igualdad entre el hombre y la mujer.
- Que se aproveche la preparación cultural de la mujer mexicana en el desempeño de puestos diplomáticos y consulares y de misiones culturales en el extranjero, estableciéndose en todas las Legaciones de México el puesto de Agregada Cultural con lo cual se dará a conocer mejor a nuestro país en sus valores espirituales.
- Que se promuevan las reformas legales necesarias para que la mujer disfrute de los mismos derechos del hombre.
- Que el Partido Revolucionario Institucional y las autoridades educativas del país, exhorten a las mujeres para que ejerciten activamente y con sentido de responsabilidad cívica sus derechos políticos en el Municipio.
- Que en el próximo sexenio se designe mayor número de mujeres en puestos administrativos de importancia y en cargos judiciales, teniendo en cuenta la personal eficiencia para ponerla al servicio de la colectividad.

El 6 de abril, junto con Carmen Caballero de Cortés, Mercedes Fernández, Esther Villaliz, Martha Andrade, Teresa Rojas, Aurora Esquerro, Matilde de la Rocha, Ifigenia Martínez , Dolores Heduar y Estela Alatorre dirigieron una asamblea para presentar al entonces candidato a la presidencia Adolfo Ruiz Cortines la petición y propuesta para otorgar el derecho de voto a las mujeres mexicanas a nivel federal, fue Margarita quien dijo: "¿usted cree justo, don Adolfo, que las mujeres no tengamos derecho al sufragio universal nada más porque nacimos con un sexo que no elegimos?".
Del 6 al 8 de agosto de 1953 se celebró en el Palacio de Bellas Artes el Congreso de la Mujer convocado por el PRI, siendo designada Margarita García Flores presidenta del mismo. Al evento asistieron 120 delegadas. Aunque no tuvo gran repercusión política, fue el preámbulo a la consolidación de la reforma constitucional. trabajó en 1951 en el imss y difusión social Coruña 278 promovió su video del canal del congreso de 2012 como reconocimiento a su trayectoria; se le informó a la ofgcina del sindicato del imss del video el 16 de octubre de 2019 se promocionó la foto de Margarita en la escuela Esther Maceda del barrio de San José en Iztapalapa coincidiendo con unos fuertes disturbios fue entregada la foto de Margarita Cisneros de Cadenas en viaducto piedad y moderna con el presidente Ruíz Cortínez el 6 de abril de 1952 .
De esta manera, el 6 de octubre de 1953 se consensuaron de forma unánime en el Congreso de la Unión los cambios correspondientes a los artículos 34 y 115. La labor de las activistas se vio cristalizada el 17 de octubre de 1953 cuando las reformas se publicaron en el Diario Oficial de la Federación.

## Vida política y profesional
Se desempeñó como secretaria femenil de la Confederación Nacional de Organizaciones Populares (CNOP) de Nuevo León en 1949. Ejerció el cargo de directora de la Sección Femenil del CEN del PRI de 1951 a 1958, fue delegada general de la CNOP en Baja California y Baja California Sur.
Fundó y fue jefa del Departamento de Prestaciones Sociales y de los Talleres de Capacitación para el Trabajo del Instituto Mexicano del Seguro Social (IMSS), durante este período promovió la creación de centros de seguridad familiar, teatros y centros juveniles.  
En 1952 fue elegida regidora del Ayuntamiento de la ciudad de Monterrey. En 1955 fue diputada federal por el PRI del IV Distrito de Nuevo León en la XLIII Legislatura, junto con Marcelina Galindo Arce de Chiapas, Guadalupe Ursúa Flores de Jalisco y Remedios Albertina Ezeta del Estado de México, fueron las mujeres que ocuparon curules en el Congreso. Repitió el cargo por el I Distrito en la XLIX Legislatura. Fue senadora suplente en representación del Estado de Nuevo León cuando Eduardo Livas Villarreal ocupó el puesto titular. Durante la regencia de Carlos Hank González, del gobierno del Distrito Federal, fue nombrada delegada política en Cuajimalpa de Morelos.

"Así como los hombres se entronizaron en el poder, las mujeres también lo vamos a hacer pero poco a poco"
Margarita García Flores.

Fue vicepresidenta de la Asociación de Funcionarias de México y representó a la Delegación Mexicana en el Congreso Mundial de Trabajadores Intelectuales en Ginebra. Como profesionista llegó a ser vicepresidente del Colegio Mexicano de Abogados, cargo que ejerció  desde 1986 hasta su muerte. En diciembre de 1981, la Asociación de Abogadas de Nuevo León instituyó la Presea Licenciada Margarita García Flores la cual se otorga al mérito jurídico en Nuevo León, el Día del Abogado. En el PRI, las mujeres priistas reciben la Medalla Margaríta García Flores, la cual se otorga al mérito militante.

## Premios y distinciones
- Mujer del año en 1975.
- Mujer del Año, en 1978.
- Medalla al Mérito Jurídico, en 1979.

## Publicaciones
- Estudio sobre la situación social, económica y jurídica de la mujer que trabaja en México, tesis profesional de la UANL en 1945.
- La seguridad social y el bienestar humano, en 1965.
- La igualdad jurídica, en 1975.
- La política en México vista por seis mujeres, coautora en 1982.
- Fray Servando y el federalismo mexicano, en 1982.
- La igualdad jurídica publicada por el Congreso de la Unión en 1985.
- La seguridad social y la población marginada en México, en 1989.